# ماريا معلوف
ماريا المعلوف (1968-) ، صحفية ومذيعة وناشرة وكاتبة لبنانية اشتهرت بتقديم برنامج «بلا رقيب» على نيو تي في. انتخبت الإعلامية الأجرأ لثلاثة أعوام على التوالي، ونالت جائزة امرأة العام 2013 في مهرجان زحلة للابداع. حالياً تقدم وتعد برنامجا اقتصاديا على قناة حواس بعنوان للرواد فقط وصاحبة برنامج رؤيتي السياسي على قناة 24 السعودية.

## النشأة والمسيرة
ولدت الاعلامية ماريا هاني العموري المعلوف في مدينة زحلة وهي تنتمي إلى أسرة أدّت أدواراً في الحياة الفكرية والأدبية في لبنان والوطن العربي. وقد تأثّرت بالنّاتج الثقافي والفكري لكتاب وأدباء وسياسيي الأسرة في الوطن والمهجر ، وقد أنهت دراستها الثانوية في ثانوية راهبات العائلة المقدسة ، والتحقت بعدها بالجامعة اللبنانية كلية العلوم الاجتماعية ، ومن خلال تسلسل دراستها أنجزت رسالة الماجستير بعنوان: التاريخ السياسي لآل الهراوي تقديراً لرئيس الجمهورية الراحل إلياس الهراوي ، وحازت ديبلوماً في الدراسات العليا بعنوان (إلغاء الطائفية السياسية بين المؤيدين والمعارضين) ، وهي تحضر رسالة دكتوراه في علم الاجتماع السياسي.

## مسيرتها الاعلامية والصحفية
أعدت وقدمت البرنامج السياسي «بلا رقيب» على شاشة قناة الجديد الذي استضاف أكثر من 1400 شخصية عربية وغربية من رؤساء جمهوريات وحكومات ووزراء على مدى أكثر من 150 حلقة وقدمت برنامج «مع ماريا معلوف» على قناة الـNBN اللبنانية، وقدمت برنامجها «بلا رقيب» على قناة المتوسط الليبية، كما قدمت على قناة المحور المصرية برنامجاً سياسياً عربياً.· آخر اعلامية التقت الرئيس ياسر عرفات قبل وفاته.
وهي صاحبة دار الخليج للطباعة والنشر والتي تصدر عنها (مجلة مرآة الخليج) اقتصادية – اجتماعية – ثقافية ومجلة «بنكو» تعنى بالمصارف وغيرها من النشاطات الاعلامية والاعلانية وصاحبة شركة ماريا المعلوف للصحافة والطباعة والنشر التي تصدر عنها«الرواد» جريدة لبنانية، سياسية، يومية، ويعود تاريخ صدورها إلى العام 1932، تصدر أسبوعياً مؤقتاً منذ العام 2011، والتي تميزت بإجرائها أول حديث صحافي مع حبيب الشرتوني الذي اغتال الرئيس بشير الجميل والمتواري عن الأنظار، كما تصدر منذ العام 2007 إلكترونياً، إضافة إلى توزيعها الخبر العاجل الذي يواكب آخر التطورات في الساحتين اللبنانية والعربية ، وفي إغسطس 2020 أثارت الجدل بعد كتابتها تغريدة عبر حسابها على منصة تويتر «فلسطين ليست قضيتي» بعد الاتفاق الإماراتي الإسرائيلي.

## الانجارات والجوائز
- أول صحافية لبنانية دعيت للقاء الرئيس أوباما بعد انتخابه ضمن وفد رجال وسيدات أعمال من مختلف أنحاء العالم.
- شاركت في ندوات ومنتديات عدة تعنى بالاعلام والسياسة والاجتماع.
- مناصرة لحقوق المرأة والأسرة وحقوق الإنسان شاركت في منتديات ومؤتمرات عدة بهذا الشأن.
- حاصلة على درع مجلس عُمان سلطنة عمان.
- حاصلة على وسام ولاية ميرلاند الولايات المتحدة.
- حاصلة على وسام لبنان للصحافة والإعلام.
- حاصلة على درع تكريمي من شبيبة رشميا.
- حاصلة على درع جمعية بدر الإنسانية فلسطين.
- حاصلة على درع المركز العربي الأوروبي لحقوق الإنسان تقديراً لجهودها في الدفاع عن الحرية النمسا.
- حاصلة على درع تكريمي وتقديري من حركة الأرز الوطنية لبنان.

## اهم محاوراتها
حاورت العديد من الشخصيات العربية والدولية، من بينها رئيس البوسنة والهرسك، وزيرة الخارجية الاميركية السابقة مادلين اولبرايت، والمفكر الاميركي فرانسيس فوكوياما، ومستشار الأمن القومي الاميركي زبينغو بريجنسكي واستضافت في برامجها واخرها للرواد فقط الرئيس امين الجميل، ووزير العدل اللبناني الأسبق إبراهيم نجار، كما استضاف البرنامج شخصيات سياسية واقتصادية عديدة من دولة الإمارات العربية المتحدة، ووزير ولاية ميرلاند ونائب عمدة بالتيمور، ونائب رئيس مجلس الوزراء العراقي الدكتور طارق الهاشمي، ورئيس الوزراء العراقي السابق الدكتور إياد علاوي.

## مؤلفاتها
1. امرأة تبحث عن وطن
2. التاريخ السياسي لآل هراوي
3. إلغاء الطائفية السياسية
4. التزوير الصهيوني للمسيحية
5. المرأة التونسية – زمن التحديات
6. المهدي: الإمامة، الخلافة، الشهادة، الغيبة، الانتظار، العودة

## برامجها التلفزيونية
1. مع ماريا معلوف، قناة المحور حاليا
2. بلا رقيب، قناة المتوسط
3. مع ماريا معلوف، قناة إن بي إن
4. بلا رقيب، نيو تي في
5. رؤيتي على قناة 24 السعودية
6. للرواد على قناة حواس الإماراتية
7. عينك على العالم قناة العين الاخبارية

## وصلات خارجية
- جريدة الرواد